# The Plastic People of the Universe
The Plastic People of the Universe (PPU) je češka rock zasedba iz Prage. Med letoma 1968 in 1989 je bila najpomembnejši predstavnik praške ilegale, ki je nasprotovala češkoslovaškem komunističnem režimu. Zaradi nasprotovanja režimu, so člani skupine pogosto trpeli posledice kot so aretacije. Zasedba še vedno deluje, čeprav je leta 2001 umrl njen glavni skladatelj, ustanovitelj in bas kitarist, Milan Hlavsa.

## Zgodovina
Od januarja do avgusta 1968 so čehoslovaki doživljali Praško pomlad, za kar je bil zaslužen takratni vodja Komunistične partije, Aleksander Dubček. Avgusta je vojska Sovjetske zveze in drugih članic Varšavskega pakta vdrla v Češkoslovaško. Z oblasti so vrgle Dubčka in začel se je proces normalizacije. Čez slab mesec dni po vdoru vojske Varšavskega pakta, je bila ustanovljena skupina Plastic People of the Universe
Skupino je leta 1968 ustanovil bas kitarist Milan Hlavsa, na katerega je močno vplival Frank Zappa in skupina The Velvet Underground. Ker je Zappov band, The Mothers of Invention posnel skladbo "Plastic People", ki je leta 1967 izšla na albumu Absolutely Free, se je skupina poimenovala The Plastic People of Universe. Češki umetnostni zgodovinar in kulturni kritik Ivan Martin Jirous je leta 1969 postal menedžer in umetniški vodja, s tem pa je dobil podobno vlogo, kot jo je pri skupini The Velvet Underground imel Andy Warhol. Jirous je v skupino pripeljal kitarista Josefa Janíčka in violista Jiříja Kabeša. Leta 1970 je konsolidirana češka komunistična vlada skupini odvzela licenco.
Ker je Ivan Jirous verjel, da je angleščina glavni jezik rock glasbe, je v skupino povabil Paula Wilsona, Kanadčana, ki je v Pragi deloval kot učitelj, da bi člane skupine naučil angleških besedil, ki so jih priredili, in da bi prevedel besedila čeških pesmi v angleščino. Med letoma 1970 in 1972 je Wilson v skupini sodeloval kot glavni vokalist, v tem času pa je bil repertoar skupine sestavljen predvsem iz pesmi skupin The Velvet Underground in The Fugs. Edini pesmi, ki sta bili izvajani v češčini, sta bili "Na sosnové větvi" in "Růže a mrtví", besedila katerih je prispeval češki pesnik Jiří Kolář. Wilson je člane skupine opogumil naj pojejo v češčini. Ko je Wilson zapustil skupino, se je skupini pridružil saksofonist Vratislav Brabenec, skupina pa se je pričela usmerjati proti pesniku Egonu Bondyju, čigar pesmi so bile s strani vlade prepovedane. V naslednjih treh letih so Bondyjeva besedila prevladovala v glasbi skupine. Decembra 1974 je skupina posnela prvi studijski album, Egon Bondy's Happy Hearts Club Banned, čigar naslov je bila parodija naslova albuma Sgt. Pepper's Lonely Hearts Club Band skupine The Beatles. Album je izšel leta 1978 v Franciji.
Leta 1974 je na tisoče ljudi potovalo iz Prage vse do mesta Češke Budejovice, da bi si ogledali koncert skupine. Množico je ustavila policija, jo poslala nazaj in aretirala več študentov. Vse do Žametne revolucije leta 1989 je morala skupina ostati v ilegali. Čeprav niso smeli nastopati, se je v 70. letih okrog skupine zbralo celotno ilegalno kulturno gibanje. Simpatizerji gibanja so bili imenovani tudi máničky, predvsem zaradi dolgih las, ki so jih nosili.
Leta 1976 so bili člani skupine in drugi člani ilegale aretirani in bili za zgled drugim postavljeni pred sodišče. Obtoženi so bili "organiziranega kaljenja miru" in obtoženi na prestajanje zaporne kazni od 8 do 18 mesecev. Paul Wilson je bil izgnan, čeprav je leta 1972 zapustil skupino. Čeprav se skupina ni politično opredeljevala, je po obtožbi skupine prišlo do številnih protestov. Iz protesta proti tem aretacijam in preganjanju, je Vaclav Havel s somišljeniki ustanovil Listino 77. Proces proti članom skupine je postal neke vrste mejnik boja opozicije za človekove pravice proti komunističnem režimu na Češkoslovaškem.
Leta 1978 je skupina posnela album Pašijové hry velikonoční, ki je v Kanadi izšel pod imenom The Passion Play s strani Paula Wilsona. Besedila je napisal Vratislav Brabenec. Leta 1979 je sledil album Jak bude po smrti, ki je nastal pod vplivom češkega filozofa in pisatelja iz prve polovice 20. stoletja, Ladislava Klíme. Leto kasneje je skupina pripravljala in nastopala z materialom novega albuma, ki je izšel leto kasneje, Co znamená vésti koně (v Kanadi je izšel pod imenom Leading Horses). Leta 1982 je policija prisilila Vratislava Brabenca, da se je izselil v Kanado. Po njegovem odhodu je skupina izdala albuma Hovězí porážka (1983) in Půlnoční myš (1986). Češka založba Globus International je na desetih zgoščenkah zbrala originalne posnetke skupine in jih v različnih oblikah večkrat izdala med letoma 1992 in 2004 s številnimi predgovori in fotografijami. Izdala je tudi druge studijske in žive albume skupine ter podobna dela, kot je skupina DG 307.
Čeprav so člani skupine nasprotovali vladi in se večkrat znašli v konfliktih, se člani nikoli niso smatrali za aktiviste in so vedno trdili, da želijo le izvajati svojo glasbo. Skupina je prenehala z delovanjem leta 1988, nekateri člani pa so ustanovili skupino Půlnoc, ki je snemala tudi za založbo Arista Records. Na predlog predsednika Havla, se je skupina ponovno zbrala leta 1997, v počastitev 20. obletnice Listine 77, od takrat pa skupina še vedno deluje.
Leta 1999 je Milan Hlavsa nastopil skupaj z Loujem Reedom ob Havlovem obisku Bele hiše.
Hlavsa je umrl leta 2001 za pljučnim rakom. Člani skupine niso bili prepričani, če bi nadaljevali brez svojega frontmana in glavnega skladatelja, vendar so se po dolgih razpravah odločili, da nadaljujejo z nadaljevanjem v čast Hlavse, Hlavso na bas kitari pa je nadomestila Eva Turnová iz skupine DG 307.

### Obdobje po Hlavsi
Po smrti Milana Hlavse, je skupina pričela s pisanjem novih pesmi, skupaj z nekaterimi orkestri pa so izvajali tudi starejše albume. To je namreč bila Hlavsina velika želja, ki se mu ni mogla uresničiti. Leta 2004 je skupina predstavila orkestralno verzijo albuma Pašijové hry velikonoční, leta 2005 in 2011 pa je izvajala album Jak bude po smrti. Leta 2014 so javnosti predstavili orkestralno verzijo albuma Co znamená vésti koně?, ki so jo izvedli skupaj z Orkestrom Brnske filharmonije.
Do ponovnega zanimanja za skupino je prišlo leta 2006, zahvaljujoč igri Rock 'n' roll Toma Stopparda, v kateri sta bili predstavljeni dve njihovi pesmi. Izvedli so tudi nekaj čeških pesmi v živo v Češkem narodnem gledališču. Liki v igri tudi razpravljajo o glasbi skupine in njenih efektih na češko družbo. Januarja 2007 je skupina prvič nastopila v Londonu.
Decembra 2009 je skupina izdala nov studijski album Maska za maskou, kar je bil njen prvi studijski album po albumu Líně s tebou spím, ki je izšel leta 2001, in prvi brez Milana Hlavse.

## Člani skupine

### Trenutni člani
- Josef Janíček – klaviature, vokal (1969–1988, 1997–danes)
- Vratislav Brabenec – saksofon, klarinet, vokal (1972–1982, 1997–danes)
- Jaroslav Kvasnička - bobni, vokal (2009–danes)
- Johnny Judl jr. - bas kitara, vokal (2016–danes)
- David Babka – kitara (2016–danes)

### Nekdanji člani
- Milan "Mejla" Hlavsa (umrl) – bas kitara, vokal (1968–1988, 1997–2001)
- Michal Jernek – saksofon, klarinet, vokal (1968–1970)
- Jiří Števich – kitara, vokal (1968–1970, 1972)
- Josef Brabec – bobni (1968–1969)
- Pavel Zeman – bobni (1969–1973, 1977)
- Jiří Kabeš – violina, teremin, vokal (1971–1988, 1997–2015)
- Paul Wilson – kitara, vokal (1970–1972)
- Joe Karafiát – kitara, vokal (1997–2015)
- Jan Jílek – trobenta (1972)
- Jiří Šula – bobni (1973–1974)
- Jaroslav Vožniak – bobni (1974–1977)
- Otakar Michl – kitara (1977)
- Jan Brabec – bobni (1977–1988, 1997–1999)
- Pavel Zajíček – vokal (1978)
- Jaroslav Unger – vokal (1978)
- Ladislav Leština – električna violina, teremin (1978, 1980–1986)
- Ivan Bierhanzl – kontrabas (1978–1979, 2001–2009)
- Jan Schneider – tolkala (1978)
- Josef Rössler – klarinet (1980)
- Petr Placák – klarinet (1983)
- Václav Stádník – klarinet (1983)
- Jan Macháček – kitara (1984)
- Vladimír Dědek – trombon (1984–1986)
- Milan Schelinger – kitara (1986–1987)
- Michaela Pohanková – vokal (1986–1988)
- Tomáš Schilla – čelo (1986–1988)
- Ludvík Kandl – bobni (1999–2009)
- Eva Turnová – bas kitara, vokal (2001–2015)

### Sodelujoči
Menedžerja
- Ivan Martin Jirous (alias Magor, umrl)
- Pavel Kratochvíl (1969–1970)

Dodatni pisci besedil
- Michal Jernek
- Egon Bondy (pesnik)
- Ladislav Klíma (pisatelj, filozof)
- William Blake (pesnik)
- Jiří Kolář (pesnik)
- Ivan Wernisch (pesnik)
- Karel Hynek Mácha (pesnik)
- Christian Morgenstern (pesnik)
- Milan Nápravník (pesnik)

## Izbrana diskografija
- Muž bez uší (živi posnetki 1969-72)
- Vožralej jak slíva (živi posnetki 1973-75)
- Egon Bondy's Happy Hearts Club Banned (1974)
- Ach to státu hanobení (živi posnetki 1976-77)
- Pašijové hry velikonoční (1978)
- Jak bude po smrti (1979)
- Co znamená vésti koně (1981)
- Kolejnice duní (1977–82)
- Hovězí porážka (1983–84)
- Půlnoční myš (1985–86)
- Bez ohňů je underground (1992–93)
- The Plastic People of the Universe (1997)
- For Kosovo (1997)
- 10 let Globusu aneb underground v kostce (2000)
- Milan Hlavsa - Než je dnes člověku 50 - poslední dekáda (2001)
- Líně s tebou spím - Lazy Love/ In Memoriam Mejla Hlavsa (2001)
- Pašijové hry/ Passion Play (with Agon Orchestra) (2004)
- Do lesíčka na čekanou (2007)
- Magor's Shem (40 Year Anniversary Tour PPU 1968-2008) (2008)
- Maska za maskou (2009)
- Non Stop Opera (2011)
- Co znamená vésti koně (2017)